# Шкарићево
Шкарићево је насељено место у саставу Града Крапине у Крапинско-загорској жупанији, Хрватска. До територијалне реорганизације у Хрватској налазило се у саставу старе општине Крапина.

## Становништво
На попису становништва 2011. године, Шкарићево је имало 707 становника.

## Попис1991.
На попису становништва 1991. године, насељено место Шкарићево је имало 898 становника, следећег националног састава:
| Попис 1991.‍  | Попис 1991.‍  | Попис 1991.‍ | Попис 1991.‍ | Попис 1991.‍ |
| ------------ | ------------ | ----------- | ----------- | ----------- |
|              |              |             |             |             |
| Хрвати       | Хрвати       |             | 894         | 99,55%      |
| Срби         | Срби         |             | 1           | 0,11%       |
| неопредељени | неопредељени |             | 1           | 0,11%       |
| непознато    | непознато    |             | 2           | 0,22%       |
| укупно: 898  |              |             |             |             |